# Unión Eléctrica
Unión Eléctrica (UNE) ist der staatliche Energieversorger Kubas mit Hauptsitz in Havanna. Sie ist dem Ministerium für Energie und Bergbau untergeordnet und für die Erzeugung, Übertragung, Verteilung und Kommerzialisierung von elektrischer Energie auf der Insel zuständig. In ihr zusammengeschlossen sind die provinzialen Empresas eléctricas (Elektrizitätsfirmmen). Stand 2024 waren in dem Unternehmen rund 50.000 Mitarbeiter beschäftigt.
Die UNE betreibt mehrere Kraftwerke zur Stromerzeugung. Das größte, das CTE Guiteras, wobei CTE für „Central Termoeléctrica“, deutsch: „thermoelektrisches Kraftwerk“ steht, befindet sich in Matanzas im Westen des Landes, wo der größte Strombedarf besteht. Die Anlage wird mit Erdöl betrieben, das durch Pipelines direkt in die Anlage gepumpt wird.
Das Stromnetz Kubas gilt als labil, da es an Ersatzteilen, Wartung und Technikern mangelt. Mit einem Ausfall des CTE Guiteras am 18. Oktober 2024 kam es zu einem zweitägigen Blackout auf der gesamten Insel. Auch führte der Ausfall dazu, dass Tausende Kubaner ohne Wasserversorgung waren, da die Versorgung von elektrischen Pumpen abhängt.
Die Versorgung Kubas mit Brennstoff für den Betrieb seiner Kraftwerke wurde ab 2023 immer schwieriger. Ein Großteil des von Kuba verbrauchten Brennstoffs stammte von seinem Verbündeten Venezuela, einem Land, dessen Produktion aber zurückgeht. Die kubanischen Behörden machen das US-Embargo für die Krise der Energieversorgung verantwortlich und erklärten nach dem Blackout im Oktober 2024, dass die Verluste von 18 Tagen des Embargos den jährlichen Kosten für die Aufrechterhaltung des Stromnetzes entsprechen würden.
Seit Juni 2025 betreibt die Unión Eléctrica einen WhatsApp-Kanal, in dem sie grob über die aktuellen Defizite und die daraus resultierenden zu erwartenden Stromabschaltungen informiert.

## Kraftwerke (Auswahl)
- Ölkraftwerk CTE Guiteras, größtes Kraftwerk Kubas, kein reibungsloser Betrieb (Stand 2024)[6]
- Ölkraftwerk CTE Felton in Felton (Mayarí, Provinz Holguín), zweitgrößtes Kraftwerk Kubas,  kein reibungsloser Betrieb (Stand 2024)[6]
- Ölkraftwerk CTE Antonio Maceo in Santiago de Cuba, kein reibungsloser Betrieb (Stand 2024)[7]
- Ölkraftwerk CTE Nuevitas in Nuevitas (Provinz Camagüey), kein reibungsloser Betrieb (Stand 2024)[6]
- Ölkraftwerk CTE Mariel in Mariel (Provinz Artemisa), kein reibungsloser Betrieb (Stand 2024)[6]
- Ölkraftwerk CTE Carlos Manuel de Céspedes in Cienfuegos, kein reibungsloser Betrieb (Stand 2024)[6]
- Mehrere Generatorschiffe aus der Türkei liegen in den Häfen von Santiago und Havanna[7]